# راه‌آهن رشت انزلی
راه‌آهن رشت-انزلی-کاسپین، راه‌آهنی است که ایستگاه راه‌آهن رشت در ۱۲ کیلومتری جنوب شهر رشت در روستای فلک‌ده را به بندر انزلی سپس بندر کاسپین متصل می‌سازد. مسیر خط آهن از رشت تا بزرگراه کناره کشیده می‌شود و از جایی نیز به بندر کاسپین ادامه می‌یابد. اگر بحثهای زیست‌محیطی حل شود ایستگاه در حاشیه تالاب انزلی و در جاده کناره خواهد بود. این راه‌آهن پیشتر از طریق پیربازار به انزلی وجود داشته‌است و اولین خط‌ریلِ ایران بحساب می‌آمده‌است.
معاون هماهنگی امور عمرانی استاندار گیلان در این رابطه از احداث پل ۲ هزار و ۶۰۰ متری در مسیر پروژه راه‌آهن رشت انزلی تا ایستگاه بندر انزلی خبر داده‌است. معاون هماهنگی امور عمرانی استاندارِ گیلان همچنین سرعت حرکت در مسیر راه‌آهن رشت انزلی را تا ۱۶۰ کیلومتر در ساعت برای قطارهای باری و مسافری پیش‌بینی کرده‌است.
پروژه راه‌آهن رشت انزلی به منطقه آزاد انزلی و بندر انزلی متصل می‌شود و پروژه مذکور نیز به راه‌آهن قزوین رشت متصل می‌گردد؛ و بدین‌ترتیب قطار از رشت به بندر انزلی، سپس بندر کاسپین و همچنین به آستارا متصل شود. دولت ایران، قرارگاه سازندگی خاتم‌الانبیا و کشور آذربایجان به صورت مشترک در این پروژه مشارکت می‌کنند و در نتیجه گفته‌شده نگرانی از نظر تأمین منابع مالی برای این پروژه و همچنین تجهیزات وجودندارد. راه آهن رشت – کاسپین به عنوان بخشی از طرح راه آهن قزوین-رشت-انزلی است که عملیات اجرایی آن در سال ۱۳۹۸ از محل اعتبارات عمرانی ملی شروع شد و با اتمام طرح، مرکز استان گیلان به منطقه آزاد کاسپین متصل می‌شود. این پروژه ددر سال ۱۴۰۳ به بهره برداری رسید.

## ایستگاه‌ها
| ایستگاه‌ها | تقاطع‌ها               |
| --------- | --------------------- |
| رشت       | قزوین-رشت، رشت-آستارا |
| خمام      |                       |
| بندرانزلی |                       |